# Mönchsee (Heilbronn)

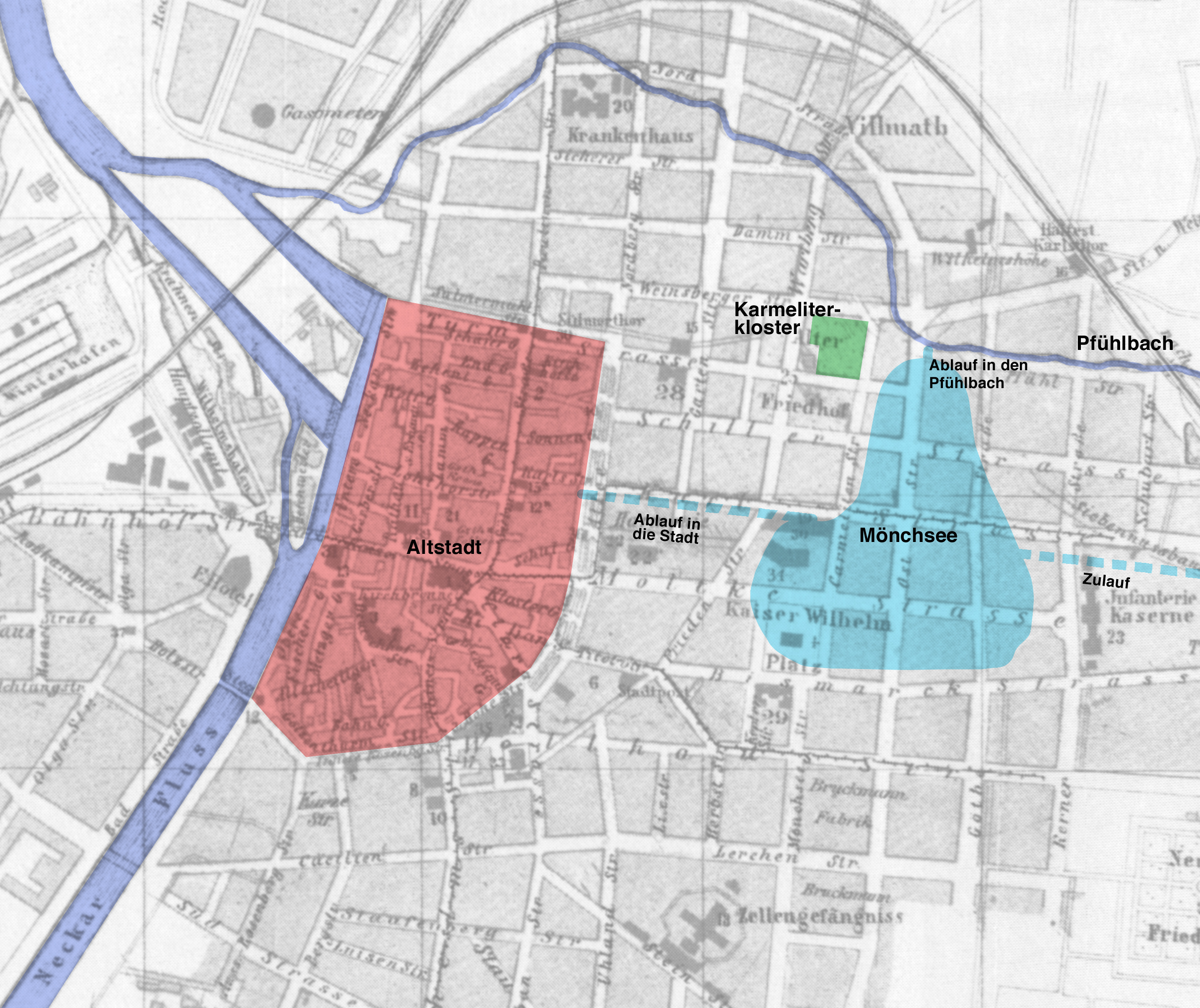
Der Mönchsee in Heilbronn, rot markiert die Ausdehnung der Stadt um 1500, projiziert auf einen Stadtplan von 1903

Der Mönchsee in Heilbronn war ein um 1465 angelegter Fischteich des Heilbronner Karmeliterklosters. Der See lag östlich der Heilbronner Altstadt, wurde vom Pfühlbach gespeist und hatte eine Größe von etwa 12 Hektar. Er wurde 1524 trockengelegt. An den See erinnern in Heilbronn heute noch die Namen der Mönchseestraße und des Mönchsee-Gymnasiums.

## Geschichte

### Anlage durch Karmeliten um 1465
Fisch war eines der Hauptnahrungsmittel der Karmeliten, da der Genuss von Fleischspeisen durch die Fasten- und Abstinenzregeln des Ordens nur Kranken gestattet war. Daher wurde nur wenige Jahre nach der Klostergründung 1448, etwa um das Jahr 1465, von den Ordensbrüdern ein großer Fischteich in einer sumpfigen Niederung östlich der Stadt und in unmittelbarer Nähe des außerhalb der Stadt liegenden Klosters angestaut, der vom am Köpferbrunnen entspringenden Pfühlbach gespeist wurde. Der Pfühlbach hatte einst längs seines gesamten Laufes sumpfige Auen, die sich zum Anstauen von Seen eigneten. Weitere später aus dem Pfühlbach angestaute Seen sind die heute noch vorhandenen Seen Trappensee (angelegt 1575), Pfühlsee (angestaut im 19. Jahrhundert) und Köpfer-Stausee im Stadtwald (angelegt 1935) sowie der nicht mehr existierende Bardilisee (angelegt im 18. Jahrhundert). Darüber hinaus entstanden einige Seen zur Gewinnung von Eis für die Heilbronner Brauereien. Nach unbestätigten Quellen könnte sich an der Stelle des Mönchsees zuvor bereits ein kleinerer Pfarrsee befunden haben. Einen Teil der für den See benötigten Ländereien hatten die Brüder aus Pfarrgut erworben.
Zum Anstauen des Sees wurde von den Karmeliten ein Damm aufgeschüttet. Dieser Damm verlief in etwa von der heutigen Ecke Karlstraße/Karmeliterstraße nach Norden bis zum heutigen Alten Friedhof, dem ehemaligen Klostergelände, und dann in einem Bogen nach Osten hin zum Weinsberger Brücklein, das über den Pfühlbach führte. Aus einem Teil dieses Dammes, der insbesondere auch das Kloster vor Hochwasser schützte, entstand die Karmeliterstraße.
Das für den See benötigte Wasser wurde dem Pfühlbach entnommen. Dieser Bach verlief zwar unmittelbar nördlich des Sees, jedoch war sein Bett dort bereits so tief eingegraben, dass von dort kein Wasser in den höhergelegenen See gelangen konnte. Daher wurde das Wasser bereits im Oberlauf des Pfühlbaches abgezapft und über eine Deuchelleitung, die im Bereich zwischen heutigem Siebennussbaumweg und den heutigen Bahnanlagen in einem 168 Meter langen gemauerten Stollen verlief, dem See zugeführt. Nach verschiedenen Streitigkeiten über die Wasserrechte wurde 1495 vereinbart, dass das Wasser im Winter immer dem See zugeführt werden dürfe, im Sommer (von 23. April bis 29. September) jedoch nur samstags und sonntags.
Die Größe des Mönchsees wurde in einer Urkunde des Jahres 1840 mit 40 Heilbronner Morgen (ca. 11,8 Hektar) beziffert. Um 1900 waren noch einige der alten Seedämme sichtbar, anhand derer die Größe des einstigen Sees mit etwa 13,7 Hektar abzüglich von Einbuchtungen berechnet wurde. Der See hatte somit knapp die Hälfte der Fläche der Heilbronner Altstadt um 1500, die etwa 30 Hektar betrug.
Im Norden des Sees befand sich eine Entwässerung zum Pfühlbach hin. Das Wasser des Sees konnte aber auch über einen zweiten Auslass in etwa auf Höhe der heutigen Karlstraße als Lösch- und Reinigungswasser in die Stadt geleitet werden.

### Trockenlegung durch den Rat 1524
Der See war Anlass von vielerlei Streitigkeiten, weil das über den Damm tretende Wasser die benachbarten Äcker schädigte oder der See den angrenzenden Äckern das Wasser entzog. Auch gab der sich einstellende ausgelassene Badebetrieb am See Anlass zu Klagen. Gemäß dem Bericht eines Mönchs an die Stadt aus dem Jahr 1513 befand sich ein auf Pfählen errichtetes kleines Gebäude inmitten des Sees, das als hurnhauß bezeichnet wurde.
Um den Jahreswechsel 1523/24 ereignete sich ein großes Hochwasser in Heilbronn, bei dem Keller vollliefen und Häuser niedergerissen wurden. Der Ärger der Betroffenen richtete sich vor allem gegen den großen See im Osten der Stadt, in dem man eine Bedrohung und Ursache des Übels sah. Am Dreikönigstag 1524 zogen aufgebrachte Bürger zum See, um ihn abzugraben. Dem Volkszorn konnte Einhalt geboten werden, doch beschloss der Rat der Stadt umgehend, dass das Kloster den See auf eigene Kosten abzugraben und trockenzulegen habe. Als das Kloster der Aufforderung nicht nachkam, ließ der Rat den See im Februar 1524 durch Tagelöhner abgraben. Der Unmut der Heilbronner Bevölkerung auf den See bzw. auf die Brüder und das rasche Entgegenkommen der Stadt wird im Zusammenhang mit dem sich bereits anbahnenden Bauernkrieg gesehen. Der See lief binnen zwei Wochen leer, während derer die Brüder die Fischbestände abfischten. Die Karmeliten besaßen zwar kein Fischrecht im Neckar, hatten aber weitere kleinere Fischteiche in Lautenbach und Lehren, wo sie künftig ihren Fischbedarf decken konnten.
Da man keinen ausreichend tiefen Graben für eine vollständige Entleerung des Sees graben konnte, blieb an der tiefsten Stelle im Süden des Sees ein kleiner Restsee von etwa zweieinhalb Hektar Fläche übrig, der erst im Lauf des 18. Jahrhunderts austrocknete. Aus den restlichen Flächen machte man nach ihrer Austrocknung Ackerland.
Dass sich in einem großen Bereich der östlichen Heilbronner Innenstadt einst ein See befunden hatte, machte sich bei der Vergrößerung der Stadt im 19. und frühen 20. Jahrhundert bei der Anlage von Straßen und Erschließung von Baugrundstücken nochmals bemerkbar. Für die durch die einstige Seefläche führenden Straßen mussten stabile Dämme aufgeschüttet werden. Die in diesem Bereich entstandenen Gebäude, darunter die Friedenskirche, benötigten zumeist ein besonders verstärktes Fundament. Seinen einstigen Charakter als feuchte Niederungsaue offenbarte das Gebiet erneut im August 1968, als bei einer Hochwasserkatastrophe rund 2000 Keller überflutet wurden, die meisten davon in den ehemaligen Überschwemmungszonen des Pfühlbaches.